# Jizchak Jakob Reines

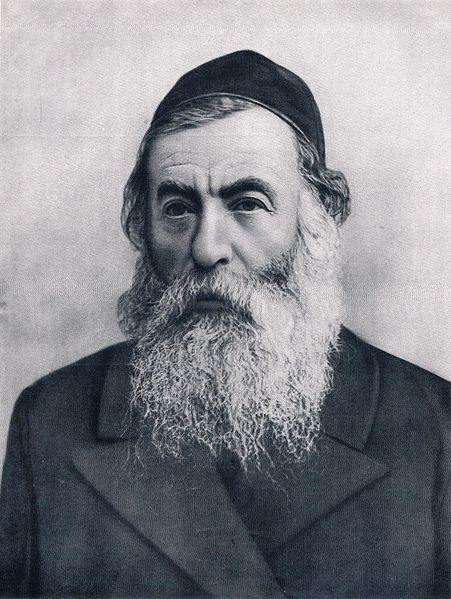

Isaak Jakob Reines (eigentlich Jizchak Jakob ben Salomon Naphtali Reines, hebräisch יצחק יעקב ריינס; geb. 27. Oktober 1839 in Karlin, Russisches Reich; gest. 1915 in Lida, Gouvernement Wilna, Russisches Reich) war ein orthodoxer Rabbiner, Talmudgelehrter und Mitgründer der Misrachi-Bewegung.

## Leben
Reines wurde in Karlin (heute Teil von Pinsk, Belarus) geboren. Er wurde in den Jeschiwot von Eischistok und Waloschyn ausgebildet. Zusätzlich erhielt er Unterricht von seinem Schwiegervater, Rabbiner Josef Rosen in Hordok.
1867 wurde er Rabbiner im litauischen Saukinai, 1869 in Svencionys. Dort gründete er 1882 eine Jeschiwa, die neben religiösen auch nicht religiöse Fächer lehrte. Seit 1885 war er Rabbiner in Lida, wo er bis zu seinem Tod wirkte.
Reines war seit ihrer Entstehung ein eifriger Verfechter der Chibbat-Zion-Bewegung. Er schloss sich Rabbiner Samuel Mohilever an und schlug Siedlungen vor, in denen Torastudium und körperliche Arbeit miteinander verbunden werden sollten. Reines war auch einer der ersten Rabbiner, die Theodor Herzls Aufruf, ein Teil der zionistischen Bewegung zu werden, Folge leisteten. Reines nahm seit 1897 an fast allen Zionistenkongressen teil.
1901 gründete er die zionistische Misrachi-Bewegung mit.
1902 veröffentlichte Reines das Buch Or chadasch al Zion (Ein neues Licht auf Zion), in dem er zionistische Positionen gegen Angriffe der Gegner verteidigte. Im selben Jahr organisierte er in Wilna (nach anderen Quellen: in Minsk) eine Konferenz der religiösen Zionisten. Diese beförderte die Entwicklung der Misrachi-Bewegung.
1903 gab er mit S. Jawitz die erste misrachistische Zeitschrift Hamisrachi heraus. Auf dem 6. Kongress (Basel 1903) gehörte er auch zu den Befürwortern des britischen Uganda-Projektes.
1904 wurde er auf dem Gründungskongress der weltweiten Misrachi in Pressburg zum Führer der Bewegung gewählt. Im selben Jahr gründete er eine Jeschiwa in Lida und erfüllte sich damit einen persönlichen Traum. Dort wurden religiöse und allgemeine Fächer unterrichtet, im Gegensatz zu der in Osteuropa üblichen Pilpul-Methode.
Sein Sohn Moses Reines trat als Historiker des russischen Judentums hervor.

## Weitere Werke
- Edut bi Jehosef, Wilna 1866 (Kommentare zum Werk seines Schwiegervaters)
- Edut be-Jaakob, Wilna 1872
- Chotem tochnit, 1880/1881, 2 Bände (Entwicklung des Planes einer neuen Methode des Talmud-Studiums)
- Scha'are orah, Wilna 1886 (über Haggada und Midrasch)
- Orim gedolim, 1887 (Halachisches)
- Nod schel dema'ot, 1891 (Predigten)
- Or schibath hajomim, Wilna 1896 (Halachisches)
- Orach wesimcha, Wilna 1898 (über das Purimfest)

| Personendaten    | Personendaten                                                                                         |
| ---------------- | --- |
| NAME             | Reines, Jizchak Jakob                                                                                 |
| ALTERNATIVNAMEN  | Reines, Isaak Jakob; Reines, Jizchak Jakob ben Salomon Naphtali (vollständiger Name); Reines, Ya'acov |
| KURZBESCHREIBUNG | orthodoxer Rabbiner, Talmudgelehrter und Mitgründer der Misrachi-Bewegung                             |
| GEBURTSDATUM     | 27. Oktober 1839                                                                                      |
| GEBURTSORT       | Karlin, Russland                                                                                      |
| STERBEDATUM      | 1915                                                                                                  |
| STERBEORT        | Lida, Russland                                                                                        |